# Кришан, Викас
Викас Кришан Ядав (там. விகாசு கிருசன் யாதவ்; род. 10 февраля 1992, Хисар, Харьяна) — индийский боксёр, представитель средней, полусредней и лёгкой весовых категорий. Выступает за национальную сборную Индии по боксу с 2010 года, бронзовый призёр чемпионата мира, чемпион Азиатских игр, чемпион Игр Содружества, обладатель серебряной и бронзовой медалей чемпионатов Азии, победитель и призёр многих турниров международного значения, участник двух летних Олимпийских игр. Начиная с 2019 года также боксирует на профессиональном уровне.

## Биография
Викас Кришан родился 10 февраля 1992 года в деревне Сингхва-Кхас округа Хисар штата Харьяна, Индия.
Начиная с 1994 года постоянно проживал в городе Бхивани, где в возрасте 10 лет стал заниматься боксом. Позже продолжил подготовку в Армейском спортивном институте Пуны.

### Любительская карьера
Впервые заявил о себе в боксе на международной арене в сезоне 2007 года, когда вошёл в состав индийской национальной сборной и одержал победу на чемпионате мира среди кадетов в Баку.
В 2010 году стал чемпионом Азии среди юниоров, выиграл юношеское мировое первенство в Баку и юношеские Олимпийские игры в Сингапуре, в зачёте лёгкой весовой категории был лучшим на уровне штата и затем на чемпионате Индии. Пробившись в основной состав индийской сборной, отправился на Азиатские игры в Гуанчжоу, где так же победил всех своих соперников, в частности в финале взял верх над китайцем Ху Цином.
В 2011 году побывал на чемпионате мира в Баку, откуда привёз награду бронзового достоинства, выигранную в полулёгком весе — в полуфинале уступил украинцу Тарасу Шелестюку.
Благодаря успешному выступлению на чемпионате мира удостоился права защищать честь страны на летних Олимпийских играх 2012 года в Лондоне. На Играх, однако, уже в стартовом поединке категории до 69 кг достаточно спорным решением потерпел поражение от американца Эррола Спенса — изначально судьи отдали победу Кришану со счётом 13:11, однако в связи с поданной американцами апелляцией пересмотрели результат, учтя допущенные нарушения со стороны индийца и добавив Спенсу четыре очка — таким образом американец стал победителем со счётом 15:13.
После лондонской Олимпиады Кришан взял перерыв в спортивной карьере, сосредоточился на учёбе в Университете Курукшетры и на службе в полиции штата Харьяна.
В 2014 году вернулся в состав боксёрской команды Индии и в средней весовой категории выиграл бронзовую медаль на Азиатских играх в Инчхоне — на стадии полуфиналов был остановлен казахом Жанибеком Алимханулы.
В 2015 году взял бронзу на международном турнире в Дохе, стал серебряным призёром на чемпионате Азии в Бангкоке, уступив в решающем финальном поединке узбеку Бектемиру Меликузиеву. При этом на чемпионате мира в Дохе попасть в число призёров не смог, в четвертьфинале проиграл боксёру из Египта Хосаму Бакр Абдину.
В 2016 году одержал победу на домашних Южноазиатских играх в Шиллонге. На Олимпийской квалификации Азии и Океании в Цяньане выступил неудачно, уже на предварительном этапе потерпел поражение от китайца Чжао Мингана, тогда как на Всемирной олимпийской квалификации в Баку стал бронзовым призёром — в полуфинале должен был встретиться с представителем Туркменистана Арсланбеком Ачиловым, но не вышел на этот поединок. На Олимпийских играх в Рио-де-Жанейро в категории до 75 кг благополучно прошёл первых двоих соперников по турнирной сетке, американца Чарльза Конуэлла и турка Ондера Шипала, затем в третьем четвертьфинальном бою единогласным решением судей вновь проиграл узбеку Бектемиру Меликузиеву, который в итоге стал серебряным призёром этого олимпийского турнира.
В 2017 году Кришан получил бронзу на азиатском первенстве в Ташкенте, отметился выступлением на мировом первенстве в Гамбурге, где уже на предварительном этапе был побеждён англичанином Бенджамином Уиттекером.
В 2018 году победил на Мемориале Странджи в Софии, выиграл бронзовую медаль на Азиатских играх в Джакарте, добавил в послужной список победу на Играх Содружества в Голд-Косте.

### Профессиональная карьера
В 2019 году Викас Кришан Ядав начал карьеру профессионального боксёра в США, подписав контракт с крупной промоутерской компанией Top Rank. Выиграл два боя, но затем сделал некоторый перерыв, решив попробовать пройти отбор на Олимпийские игры 2020 года в Токио.